# ماركو فيراري
ماركو فيراري (بالإيطالية: Marco Ferrari)‏ (21 أغسطس 1966 ريميني إيطاليا - ) هو لاعب كرة قدم إيطالي يلعب كحارس مرمى.